# لوفت‌هانزا
لوفت‌هانزا (به آلمانی: Lufthansa) شرکت هواپیمایی حامل پرچم آلمان و بزرگ‌ترین شرکت هواپیمایی این کشور است، که دفتر مرکزی آن در شهر کلن قرار دارد و پایگاه اصلی پروازهای آن فرودگاه بین‌المللی فرانکفورت می‌باشد.
شرکت هواپیمایی لوفت‌هانزا به‌عنوان دومین شرکت هواپیمای بزرگ جهان از لحاظ شمار مقاصد پروازی، چهارمین هواپیمایی بزرگ جهان بر پایه میزان درآمد، هفتمین شرکت از نظر ترابری بار و مجموع مسافت‌های پروازی و دهمین شرکت بزرگ جهان از لحاظ ترابری مسافر شناخته‌می‌شود.
لوفت‌هانزا در سال ۱۹۵۳ فعالیت خود را در شهر کلن، آلمان آغاز کرد و هم‌اکنون به‌صورت روزانه از طریق شهرهای مختلف اروپا به ۲۲۰ مقصد در ۷۸ کشور جهان پروازهای مستقیم دارد. شبکه پروازی گسترده، هواپیماهای مدرن، سرویس اینترنت درون کابین هواپیما، کابین فرست کلاس، کارکنان باتجربه و متخصص، از شاخصه‌های متمایز شرکت هواپیمایی لوفت‌هانزا است.
شرکت‌های تابعه و زیرمجموعه لوفت‌هانزا عبارتند از: آسترین ایرلاینز، سوئیس اینترنشنال ایرلاینز، بروکسل ایرلاینز، لوکزایر، ژرمن‌وینگز، تیرولین، یورووینگز، لوفت‌هانزا کارگو، لوفت‌هانزا سیتی‌لاین، لوفت‌هانزا رجینال، آمادئوس آی‌تی گروپ و جت‌بلو.

## نشانه شرکت
«دُرنا»، نشانه شرکت هواپیمایی لوفت‌هانزا است که یک درنای اورآسیایی را به تصویر کشیده‌است.

## معنای نام شرکت
کلمه لوفت به آلمانی به معنی آسمان است و کلمه هانزا، اشاره به پیمان هانزا دارد که پیمان تجاری بین کشورهای ساحل شمالی اروپا بود. البته «هانزه» به زبان آلمانی کهن به معنای دسته و گروه است.

## مقصدهای پروازی
بنا بر داده‌های ماه مه ۲۰۱۶ میلادی، شرکت هواپیمایی لوفت‌هانزا به ۱۸ مقصد داخلی و ۱۹۳ مقصد بین‌المللی در ۸۱ کشور جهان از جمله ایران پرواز انجام می‌دهد. پروازهای این شرکت به ایران در مسیر تهران فرانکفورت و تهران مونیخ انجام‌می‌شود.

## انتقادها
شکایت از خلبان‌های این شرکت به دلیل سوء استفاده جنسی از مهماندارها به یک مسئله جدی برای این شرکت تبدیل شده‌است که همین امر سبب شده‌است که بسیاری از پروازهای این شرکت لغوشود.
این شرکت، در بین سال‌های ۲۰۲۱ و ۲۰۲۲ در حدود ۱۸۰۰۰ پرواز بدون مسافر انجام داده تا حقوق نشست و برخاست از فرودگاه‌های اصلی را از دست ندهد.
لوفتانزا متهم است که در طول جنگ جهانی دوم، اطلاعات مربوط به پروازهایی که برای انتقال نیروی کار اجباری انجام شده‌است را پنهان کرده‌است.
در سال ۲۰۱۵ حدود ۲۵ درصد از دیپورت‌های مهاجران دولت آلمان (حدود ۶ هزار نفر)، از طریق این شرکت، انجام گرفته‌است.

## قرارداد نماد مشترک
لوفت‌هانزا علاوه بر اعضای استار الاینس، با شرکت‌های هواپیمایی زیر قرارداد نماد مشترک دارد (ژانویهٔ ۲۰۱۷):
- آدریا ایرویز
- ایران ایر
- اژین ایرلاینز
- ایر کانادا
- ایر چاینا
- ایر ایندیا
- ایر مالتا
- ایر نیوزیلند
- آل نیپون ایرویز
- آسترین ایرلاینز
- اویانکا
- هواپیمایی آذربایجان
- بی‌ام‌آی رجیونال
- بروکسل ایرلاینز
- کوپا ایرلاینز
- هواپیمایی کرواسی
- هواپیمایی مصر
- هواپیمایی اتیوپی
- هواپیمایی اتحاد[۱۶]
- یورووینگز
- جرمن‌وینگز
- خطوط هوایی ژاپن
- تام ایرلاینز
- لوت پولیش ایرلاینز
- لوکزایر
- هواپیمایی اسکاندیناوی
- سنگاپور ایرلاینز
- هواپیمایی آفریقای جنوبی
- سوئیس اینترنشنال ایرلاینز
- تاگ آنگولا ایرلاینز
- اویانکا السالوادور
- تاپ پرتغال
- تای ایرویز اینترنشنال
- یونایتد ایرلاینز

## ناوگان هوایی

### ناوگان کنونی
تا تاریخ نوامبر ۲۰۱۵، ناوگان هوایی لوفت‌هانزا به شرح زیر است: